# Gigny-Bussy

Gigny-Bussy este o comună în departamentul Marne, Franța. În 2009 avea o populație de 248 de locuitori.